# 1902 Шапошњиков
1902 Shaposhnikov је астероид са пречником од приближно 96,86 km.
Афел астероида је на удаљености од 4,863 астрономских јединица (АЈ) од Сунца, а перихел на 3,082 АЈ.
Ексцентрицитет орбите износи 0,224, инклинација (нагиб) орбите у односу на раван еклиптике 12,488 степени, а орбитални период износи 2892,365 дана (7,918 година).
Апсолутна магнитуда астероида је 9,51 а геометријски албедо 0,029.
Астероид је откривен 18. априла 1972. године.